# Gene Allen
Gene Allen, född 1918 i Los Angeles, Kalifornien, död 7 oktober 2015 i Newport Beach i Kalifornien, var en amerikansk art director, filmproducent, manusförfattare m.m.

## Filmografi (i urval)
- 1954 – En stjärna föds
- 1956 – Bhowani - station i Indien
- 1956 – Stormdrivet flygplan
- 1957 – Les Girls
- 1960 – Vild blondin i västern
- 1960 – Låt oss älska
- 1964 – My Fair Lady
- 1970 – Duellen i Cheyenne